# Johnnie Walker (ciclista)
Johnnie Walker, nascido a 17 de março de 1987 em Sai, é um ciclista profissional australiano.
Irmão do corredor australiano William Walker, e que correu em 2009 com a Fuji-Servetto, na que teve que deixar a prática do ciclismo de elite por problemas cardíacos. Na segunda metade da temporada de 2009, correu na equipa Trasmiera-Fuji, filial da Footon-Servetto. Em 2010, deu o salto à primeira equipa, de categoria UCI ProTour, dando assim o salto ao profissionalismo de primeiro nível.
A partir do 2011 tem corrido com equipas continentais de seu país, fazendo-o atualmente com o Drapac Cycling.

## Palmarés
Não tem conseguido vitórias como profissional.

## Equipas
- Southaustralia.com-AIS (2007-2008)
- Trek-Marco Polo Cycling Team (2009)[2]
- Footon-Servetto (2010)
- V Australia (2011)[3]
- Drapac Cycling (2013-)